# Francesco Celebrano

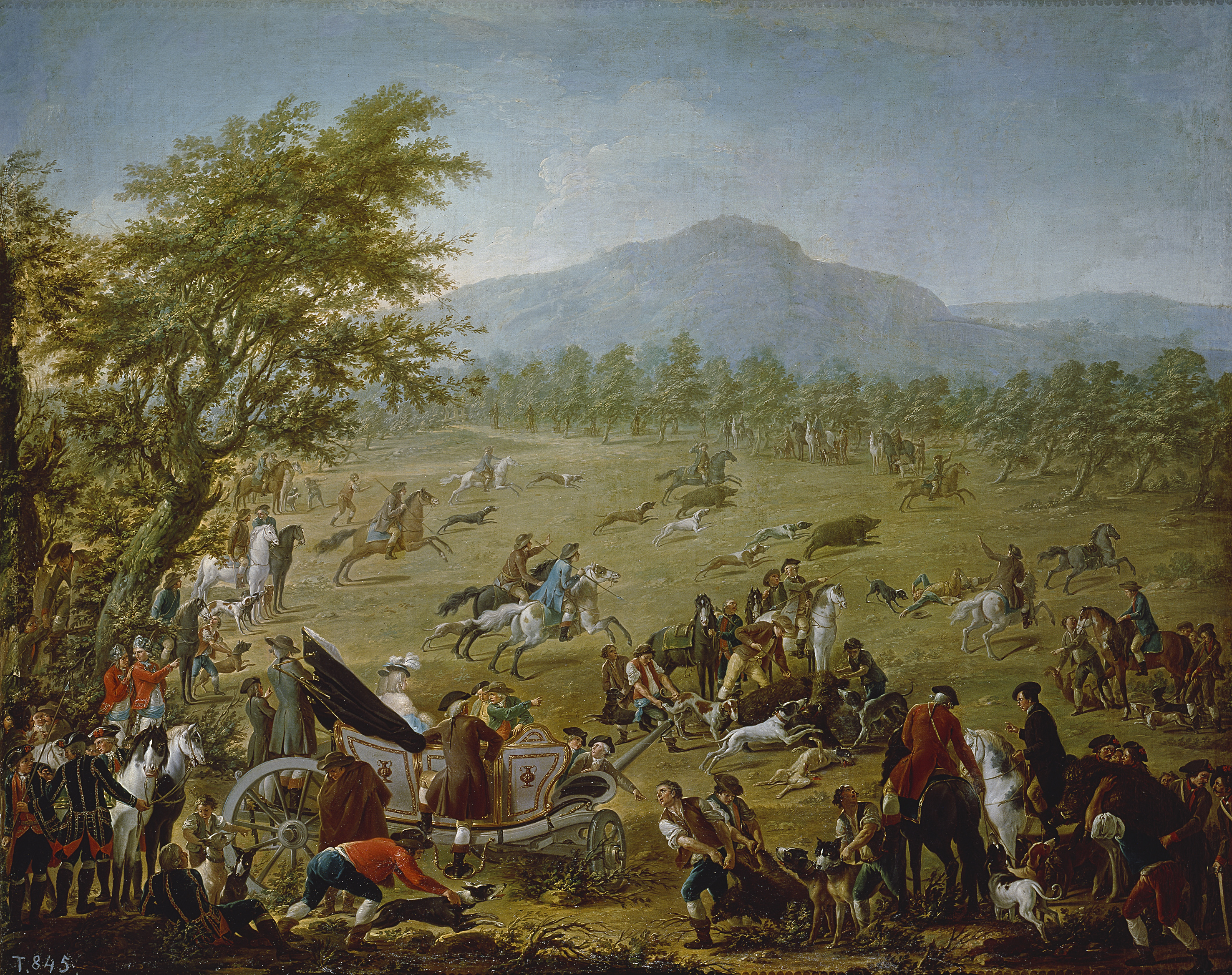
Montería (Caza de jabalíes de Fernando IV, en presencia de la reina María Carolina de Austria), óleo sobre lienzo, 121 x 154 cm, Madrid, Museo del Prado.

Francesco Celebrano (Nápoles, 1729-1814) fue un polifacético pintor italiano, representante característico del settecento napolitano.
Formado con Francesco Solimena, llegó a ser pintor de la corte de Fernando IV de Borbón, maestro de dibujo del duque de Calabria y de los restantes príncipes, y director de modelado de la Real Fábrica de Porcelana de Portici —sucesora de la fábrica de Capodimonte— de cuya organización se encargó en 1771. 

## Biografía y obra
Tras formarse como pintor en la academia de Solimena, estudió escultura, probablemente en el taller de los hermanos Matteo y Felice Bottigliere, y llegó a destacar en la creación de pequeñas figuras de terracota para los presepi —belenes—, algunas de las cuales fueron enviadas por Fernando a su hermano, el rey de España Carlos IV. También en el terreno de la escultura se encargó de una parte de la decoración de la capilla de Sansevero, aunque para firmar en el monumento funerario de Cecco di Sangro eligió la fórmula: «pictor neapolitanus».
La primera de sus obras conservadas, la pala de altar del Cristo redentor con santos Domingo y Tomás de Aquino de la iglesia de Santo Domingo de Aversa (1753), muestra inequívocamente la influencia neobarroca de Solimena con algún recuerdo de Giuseppe Bonito. Influencias que se advierten todavía en sus obras inmediatas, como la Virgen con el Niño y santos de la catedral de Amalfi, para ir gradualmente introduciendo colores más brillantes en pinturas como la firmada Inmaculada y la Dolorosa de la parroquia de San Salvatore Telesino, ambas de hacia 1766.
De hacia 1770 son las pinturas al fresco de los salones del palazzo di Sangro en Nápoles, con las alegorías de las estaciones del año. En la poco posterior Asunción de la iglesia del Espíritu Santo de Nápoles se reconoce también la influencia de Francesco de Mura y de Corrado Giaquinto, recientemente retornado a Nápoles desde España. En la línea abierta por esta pintura y su orientación clasicista se sitúan dos escenas de caza, originalmente formando pareja, con Fernando IV y la reina María Carolina presenciando la montería en compañía de las damas de la corte, respectivamente conservadas en el Museo de San Martino de Nápoles y en el Museo del Prado, donde estuvo atribuida al francés Charles-François de la Traverse.
En 1781 fue destituido de la dirección de la fábrica de porcelanas, pero continuó con su trabajo de pintor de cámara en la corte, a la que siguió a Palermo tras la revolución de 1798. Restablecido Fernando IV en el trono retornó a la capital napolitana en 1801, donde se iba a encargar de impartir clases de dibujo en la academia de artillería e ingenieros. Sin embargo, cuando a raíz de la ocupación francesa, la corte hubo de refugiarse de nuevo en Sicilia en 1806, Celebrano, anciano y casi ciego, se vio impedido de abandonar Nápoles, donde falleció el 22 de junio de 1814.